# Alingsås
Alingsås là một đô thị, thủ phủ của đô thị Alingsås thuộc hạt Vastra Gotaland, Thụy Điển. Thành phố này có dân số 22.919 người vào thời điểm năm 2005.
Thành phố này tọa lạc tại cửa con lạch nhỏ Mjörn Säveån. Thành phố được kết nối với tuyến đường sắt phía Tây đường chính (Vastra stambanan) chạy giữa Stockholm và Gothenburg, và bởi tuyến đường cao tốc thông qua tuyến đường châu Âu E20.
Alingsås được thành lập như khi cư dân từ thành phố Nya Lödöse đã mất nhà cửa sau khi bị quân đội Đan Mạch thiêu rụi. Gustavus Adolphus đã ban cho Alingsås Điều lệ hoàng gia vào năm 1619, khiến nó lớn hơn thành phố lớn nhất của Vastra Gotaland-Gothenburg đã được cấp điều lệ năm 1621.
Trong số những người dân nổi bật địa phương có Jonas Alströmer, người sinh ra ở Alingsås năm 1685. Alströmer có công du nhập khoai tây vào trồng tại Thụy Điển. 